# Jocelyn Guevremont
Jocelyn Guevremont (né le 1er mars 1951 à Montréal, dans la province de Québec, au Canada) est un joueur professionnel canadien de hockey sur glace qui évoluait au poste de défenseur.

## Carrière
En 1968, il débute dans l'Association de hockey de l'Ontario avec le Canadien junior de Montréal. En 1971, il est choisi au cours du repêchage d'entrée dans la Ligue nationale de hockey par les Canucks de Vancouver au 1er tour, en 3e position. En 1971-1972, il passe professionnel avec les Canucks. Le 14 octobre 1974, il est échangé aux Sabres de Buffalo avec Bryan McSheffrey en retour de Gerry Meehan et Mike Robitaille. Le 12 mars 1979, il est échangé aux Rangers de New York en retour de considérations futures. Il met un terme à sa carrière en 1980.

## Statistiques
Pour les significations des abréviations, voir Statistiques du hockey sur glace.
| Saison     | Équipe                      | Ligue      |     | Saison régulière | Saison régulière | Saison régulière | Saison régulière | Saison régulière |    | Séries éliminatoires | Séries éliminatoires | Séries éliminatoires | Séries éliminatoires | Séries éliminatoires |
| Saison     | Équipe                      | Ligue      | PJ  | B                | A                | Pts              | Pun              | PJ               | B  | A                    | Pts                  | Pun                  |                      |                      |
| 1968-1969  | Canadien junior de Montréal | AHO        | 54  | 11               | 40               | 51               | 79               |                  |    |                      |                      |                      |                      |                      |
| 1969-1970  | Canadien junior de Montréal | AHO        | 54  | 13               | 45               | 58               | 46               |                  |    |                      |                      |                      |                      |                      |
| 1970-1971  | Canadien junior de Montréal | AHO        | 60  | 22               | 66               | 88               | 112              |                  |    |                      |                      |                      |                      |                      |
| 1971-1972  | Canucks de Vancouver        | LNH        | 75  | 13               | 38               | 51               | 44               | --               | -- | --                   | --                   | --                   |                      |                      |
| 1972-1973  | Canucks de Vancouver        | LNH        | 78  | 16               | 26               | 42               | 46               | --               | -- | --                   | --                   | --                   |                      |                      |
| 1973-1974  | Canucks de Vancouver        | LNH        | 72  | 15               | 24               | 39               | 34               | --               | -- | --                   | --                   | --                   |                      |                      |
| 1974-1975  | Canucks de Vancouver        | LNH        | 2   | 0                | 0                | 0                | 0                | --               | -- | --                   | --                   | --                   |                      |                      |
| 1974-1975  | Sabres de Buffalo           | LNH        | 64  | 7                | 25               | 32               | 32               | 17               | 0  | 6                    | 6                    | 14                   |                      |                      |
| 1975-1976  | Sabres de Buffalo           | LNH        | 80  | 12               | 40               | 52               | 57               | 9                | 0  | 5                    | 5                    | 2                    |                      |                      |
| 1976-1977  | Sabres de Buffalo           | LNH        | 80  | 9                | 29               | 38               | 46               | 6                | 3  | 4                    | 7                    | 0                    |                      |                      |
| 1977-1978  | Sabres de Buffalo           | LNH        | 66  | 7                | 28               | 35               | 46               | 8                | 1  | 2                    | 3                    | 2                    |                      |                      |
| 1978-1979  | Sabres de Buffalo           | LNH        | 34  | 3                | 8                | 11               | 8                | --               | -- | --                   | --                   | --                   |                      |                      |
| 1979-1980  | Rangers de New York         | LNH        | 20  | 2                | 5                | 7                | 6                | --               | -- | --                   | --                   | --                   |                      |                      |
| 1979-1980  | Nighthawks de New Haven     | LAH        | 36  | 7                | 27               | 34               | 18               | 10               | 0  | 10                   | 10                   | 10                   |                      |                      |
| Totaux LNH | Totaux LNH                  | Totaux LNH | 571 | 84               | 223              | 307              | 319              | 40               | 4  | 17                   | 21                   | 18                   |                      |                      |

## Trophées et honneurs personnels
- Association de hockey de l'Ontario
  - 1970 : élu dans la seconde équipe d'étoiles.
  - 1971 : élu dans la première équipe d'étoiles.
  - 1971 : remporte le trophée Max-Kaminsky.
- Ligue nationale de hockey
  - 1974 : participe au 27e Match des étoiles de la Ligue nationale de hockey.

## Transactions en carrière
- 14 octobre 1974 : échangé aux Sabres de Buffalo par les Canucks de Vancouver avec Bryan McSheffrey en retour de Gerry Meehan et de Mike Robitaille.
- 12 mars 1979 : échangé aux Rangers de New York par les Sabres de Buffalo en retour de considérations futures.